# NS Большой Медведицы
NS Большой Медведицы (лат. NS Ursae Majoris) — одиночная переменная звезда в созвездии Большой Медведицы на расстоянии приблизительно 4128 световых лет (около 1266 парсеков) от Солнца. Видимая звёздная величина звезды — от +11,35m до +10,75m.

## Характеристики
NS Большой Медведицы — белая пульсирующая переменная звезда типа RR Лиры (RRAB) спектрального класса A.